# Torta de limão

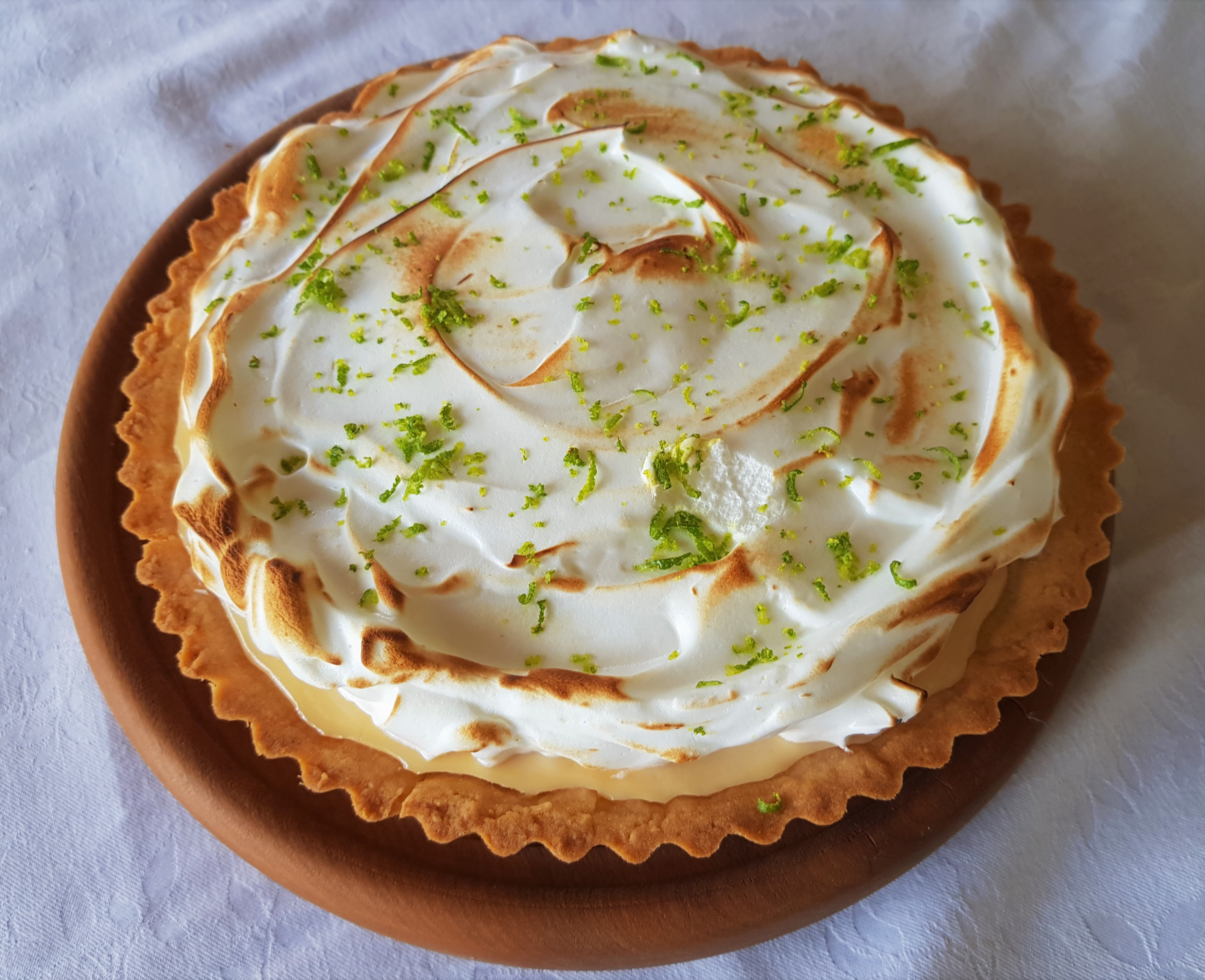
Torta de limão com merengue

Torta de limão é uma torta cozida no forno e recheada com um creme a base de limão. Sua origem é incerta, embora existam alguns relatos que indicam que tem origem no sul dos Estados Unidos ou na França.
Embora existam diversas variantes, os ingredientes básicos são gema de ovos, leite condensado, raspas de casca de limão, suco de limão e biscoito doce e margarina.
É um doce bastante comum na culinária brasileira.